# Герхард Глюк
Ге́рхард Глюк (нім. Gerhard Glück; нар. 13 липня 1944, Бад-Фільбель) — німецький художник-карикатурист.

## Біографія
Художник-карикатурист Герхард Глюк народився 1944 року в німецькому містечку Бад-Фільбель, його дитинство та юність пройшли у Франкфурті, навчався ж він в університеті міста Кассель на факультеті графічного дизайну та мистецької освіти.
Після університету Герхард займається викладацькою діяльність, працюючи в одній з художніх шкіл міста Кассель. Одного разу друг запропонував Герхарду надіслати свої ескізи в редакцію будь-якої газети. Скориставшись порадою друга, починаючи з 1972 року Герхард Глюк стверджує себе як карикатурист, зокрема публікуючи свої карикатури у відомих журналах, таких як: «NZZ Folio», «Neue Zürcher Zeitung» тощо.
З 1991 року його роботи щомісяця з'являються у престижних німецьких видання, а з 1994 року карикатури Глюка регулярно публікуються у сатиричному журналі «Eulenspiegel». Іноді Герхард Глюк ілюструє своїми карикатурами газетні відання, зокрема щотижневу газету «Die Zeit».Також, Глюк співпрацював із журналом «Цицерон», для якого створював ілюстрації, текст і заголовки.

## Творчість
Карикатури Герхарда Глюка не лише захоплюють почуття, а в той же час і стимулюють розум. Інтерпретації Глюка завжди містять несподіванки, котрі викликають зацікавленість за допомогою сатиричного відчуження. З іронічною точністю Герхард демонструє безліч безглуздих моментів, що пов'язані з різними аспектами життя людини. Своїми роботами він відкриває очі оточуючим на «безодню», в якій вони знаходяться. Суміші реального та сюрреалістичного у комічній взаємозалежності виробляє те, що робить роботи Глюка по справжньому жартівливими та магічним чином надає їм більш глибоку істину. Фрідріх Шлегель так пояснив цей принцип дії: «Деякі кумедні ідеї, як дивовижне возз'єднання двох, що можна охарактеризувати як: подружився з думками після довгої розлуки». Герхард Глюк знаходить натхнення для своїх героїв у газетах, на телебаченні і особливо у сусідському садку. Ось, наприклад, одного разу між сусідами спалахнув конфлікт з приводу земельної ділянки, і щоб з'ясувати точну відстань сусід не полінувався дістати лінійку, щоб виміряти проміжки між живоплотом на території ділянки. Та чомусь, Глюка цей факт не засмутив, а навпаки, він узяв до рук блокнот і заходився працювати з легкою посмішкою на обличчі. На відміну від інших художників-карикатуристів, Герхард Глюк практично ніколи не малює карикатур на злободенні теми. Політика, економіка, світова культура — все це малоцікаво Глюку, адже на те й він Глюк, що вирізнятися навіть з-поміж своїх колег. Його картини присвячені звичайним подіям у житті, нехай і в досить незвичайних проявах. Карикатури художника не породжують істеричного сміху, проте закарбовуються у пам'яті й викликають легку посмішку в тих людей, котрі здатні зрозуміти витончене, легке, ненав'язливе мистецтво Глюка, який м'яко висміє дрібні людські слабкості і недоліки.
Сам Герхард, якось охарактеризував свою творчість наступним чином: «Те, що я роблю просто дурість, обривки розваг, але легковажність мій хліб з маслом».

## Нагороди
- 2000 рік — Німецька ціна карикатури, «Крилатий олівець» в золоті;
- 2001 рік — Німецька ціна карикатури, «Крилатий олівець» в сріблі;
- 2005 рік — Німецька ціна карикатури, «Крилатий олівець» («Deutscher Karikaturenpreis») в золоті;
- 2017 рік — Göttinger ELCH.